# 門田頼枚
門田 頼枚（もんでん よりひら）は、日本の演出家、プロデューサー。
AAAPARE株式会社 代表取締役。

## 経歴と人物
岡山出身。本名：門田頼平。岡山県和気郡の国鉄職員の次男として生まれる。のちに高校まで、岡山県内の倉敷、茶屋町、大元と言った場所に引っ越しを繰り返す。小学生の頃、岡山県下の優秀な生徒を集めて結成した「桃太郎少年合唱団」のテストに当時通っていた鹿田小学校から唯一1名のみ合格し、その中でもAクラスに所属。この頃に、色々な音楽に対する基礎知識を習得したと思われる。のちに30代の頃、舞台監督を務めたMBS主催サントリー「一万人の第九」で、合唱団の頃出会った山本直純との再会を果たす。
高校時代は、フォークソングに明け暮れ、当時の「音楽アワード」としては、最高峰であったヤマハ「ポピュラーソングコンテスト（通称：ポプコン）」で、中国四国地区グランプリを獲得し関西決勝に進出。ちなみに、その時のグランプリは、世界歌謡祭でも優勝した世良公則である。その時、世良が在籍していた大阪芸術大学を知り、全く迷う事なく入試を受ける。芸術学部芸術計画学科と言う芸術一般を広く浅く全てを学び、アートプロデューサー・コーディネーターを育成する学科が一番自分に合ってると思い、合格を果たす。この時が、まさにエンターテイメント人生の出発点であり、後に知り合う明石家さんま、笑福亭鶴瓶、やしきたかじん、中村美律子と言った関西発のタレントや歌手の演出・舞台監督に、大きく関わって行くキッカケとなる。
学生時代に関西では、人気のコミックバンド・おかげ様ブラザーズのボーカルのきんた・ミーノと生年月日が全く一緒という事で意気投合して、それから10年以上の付き合いが始まる。当時、関西小劇場を一世風靡していた劇団☆新感線参加も、この頃。役者、古田新太が主役だった「ゴローにおまかせ」シリーズやロックバンドでLIVEハウスを回った劇団☆新感線オロチロックショーの舞台監督も経験している。
後に、25歳の時明石家さんまが行った、伝説のヤンタンLIVE大阪厚生年金会館２デイズを経て、すべてソールドアウトした北海道から沖縄までの「さんまツアー」の舞台監督として全国デビュー。当時のマネージャーは、後の吉本興業の大崎洋元会長である。
27歳の時に、瀬戸大橋博覧会88’の催事総合プロデューサーに最年少で抜擢され、多数のメディアから知られるところとなる。その後、番組の放送作家、イベントプロデューサーとなり、TV制作会社の社長を経て独立。独自の芸術性を追求するため、演出家として活動を始める。その後、人気番組「ヤングおー!おー!」を作ったプロデューサーの制作会社代表取締役を経て独立。 独自の芸術性を追求するため、演出家としての活動を始める。
その豊富な経験は、海外からの招聘アーティストを始め、クラシックからロック、J-POPまで様々なジャンルの公演を手掛けるだけでなく、ファッションショー、スポーツイベントや世界会議に至るまでのあらゆるジャンルをこなせる数少ない演出家となる。また、ユニバーサルスタジオ（USJ）のオープニングのタイミングで演出家（ディレクター）契約。USJとの契約演出家も経験している。2022年、日本文化を世界に発信するSDGsコンセプトの着物ブランドAAAPAREを自身が代表として設立。　それをきっかけに、名前を本名の「頼平」に全て戻す。
社会貢献としては、世界共通のパラスポーツを障がいの有無に関わらずノーマライズの精神で楽しむイベントの総合演出や、アフリカと日本の子供達をネットで繋ぐサミットの演出にも尽力を注いでいる。
2022年、きものデザイナー紫藤尚世が、世界に発信するSDGsコンセプトの新ブランド「AAAPARE」の代表として新たなジャンルの活動を開始。単なるアパレルブランドのローンチでなく、40年のキャリアを持つ門田ならではのエンターテイメント演出を取り入れたNeo KIMONOとして世界からも注目される。
2025年、4月4日に東京タワー内「RED°」シアターにて「匠の技と日本現代美の融合」と題したイベントを世界11カ国の大使を迎え、一般初公開イベントを開催する。
2025年、10月30日〜11月4日アメリカンクラブ東京内の「フレディック ハリス ギャラリー」にて額装されたAAAPARE-ART初の個展を実施する。
日本の文化を海外に届けるエンターティメント活動を精力的に行っている。

## 主な業績
- 瀬戸大橋博覧会88’　催事プロデューサー就任、総合演出（開会式／海外セレモニー他）
- 「アフリカ零年」「アフリカ子どもサミット2019〜2020」総合演出
- スポーツオブハート2014〜2021（東京・大分開催）総合演出[5]
（パラリンピアン、高橋尚子、 May.J、佐藤ひらり、田川ヒロアキ、大倉正之助、穴澤雄介　他）
- APEC世界会議  総合ディレクター
- 厚生労働省肝炎総合対策普及啓発事業プロデュース
- 日経新聞主催「日経ソーシャルイニシアチブ大賞」総合演出
- 京セラドームオープニング式典演出
- 国際会議場オープニング式典演出
- 国際花と緑の博覧会　（大阪府の日　他）演出
- グラミー賞2019 ゲストラウンジ「JAPANブース」総合演出
- 明石家さんま、笑福亭鶴瓶、原田伸郎（あのねのね）、劇団新感線（古田新太、羽野晶紀）等の舞台監督
- ハービーハンコック スーパーユニット「大阪府立体育館」舞台監督
- 歌謡コンサートTOUR（小林旭、村田英雄、三波春夫、鳥羽一郎、岩崎宏美、・研ナオコ、香西かおり、キムヨンジャ他）演出
- サントリー 一万人の第九コンサート（山本直純、他）舞台監督
- MBSヤンタン IN 大阪城ホール（aiko、SOPHIA、種浦マサオ　 他)演出
- 蓮如上人五百回御遠忌・音楽法要（浄土真宗住職500名、引田天功　他）演出
- レゲーサンスプラッシュ JAPAN TOUR舞台監督
（フレディ・マクレガー、ビッグマウンテン、インナーサークル、シャインヘッド、マキシープリースト　他）
- 琉球フェスティバルTOUR舞台監督
（知名定男、喜納昌吉、ネーネーズ、りんけんバンド、BEGIN、元ちとせ　他）
- 阪神淡路大震災激励コンサート「元気でいこう」演出
（和田アキ子、都はるみ、天童よしみ、坂本冬美、田川寿美 他）
- ユニバーサルスタジオ・ジャパン（USJ）：3アトラクション・シアターの演出を担当
- 第17回国民文化祭2002全国民謡民舞まつり演出
- 岡山国際音楽祭プロデュース演出
- 韓国「羅勲児」日本公演、NYトランプタワー公演、「Position」日本ツアー演出
- 秋元康プロデュース「PUSH 1」総合演出
- 総合格闘技　「戦極」旗揚げ公演の総合演出、以降、第2陣〜第6陣
- 明石家さんまプロデュース公演「今回もコントだけ」（1992～2014）舞台監督
- やしきたかじんコンサートツアー舞台監督
- チームしゃちほこ LIVE TOUR 2015〜2017総合演出[6]
- ももいろクローバーZ 2019 CD発売記念LIVE演出
- 能舞台「天地人」〜三ケ月公演〜野村萬斎　他プロデュース[7]
- コロッケ旅うた2020〜2021 総合演出[8][信頼性要検証]
- 岩谷時子生誕105年記念、朗読劇2021 演出[9]
- 五条院凌 LIVE TOUR 2022 演出
- スターズオンアイス2015〜（国立代々木第一体育館）プロジェクションマッピング映像演出
- Intercoiffure MONDIAL（ICD・世界美容家協会）世界大会
- 2004 JAPAN team 「TOKIO」・2005、2006　JAPAN team 「PARIS」
- NHDK（美協日本ヘアデザイン協会）50周年イベント　演出
- NHDKニューヘアモード／東京ショー演出
- 日本着付学術会全日本美容技術振興センター　全国学生選手権大会演出
- 原宿スタイルコレクション2010（有明コロシアム）演出
- ママコレクション2011〜（パシフィコ横浜・埼玉スーパーアリーナ）演出
- 関西コレクション2011〜（京セラドーム大阪）演出
- 「紫藤尚世」ファッションショー総合演出および、ブランド「AAAPARE」代表就任